# Leichtathletik-Halleneuropameisterschaften 2017/Teilnehmer (Portugal)
| Gelbes Symbol für Goldmedaillen mit stilisierten Olympischen Ringen | Graues Symbol für Silbermedaillen mit stilisierten Olympischen Ringen | Braundes Symbol für Bronzemedaillen mit stilisierten Olympischen Ringen |
| ------------------------------------------------------------------- | --------------------------------------------------------------------- | ----------------------------------------------------------------------- |
| 1                                                                   | 1                                                                     | —                                                                       |

Aus Portugal starteten vier Athletinnen und sechs Athleten bei den Leichtathletik-Halleneuropameisterschaften 2017 in Belgrad, die zwei Medaillen (1 × Gold und 1 × Silber) errangen sowie einen Landesrekord aufstellten.
Am 27. Februar gab der Portugiesische Leichtathletikverband (FPA) die Liste der ausgewählten Sportler und Sportlerinnen bekannt. Die Sprinter Diogo Antunes und Carlos Nascimento hatten zwar die Norm erfüllt, konnten aber aufgrund von Verletzungen nicht nach Belgrad reisen.

## Ergebnisse

### Frauen

#### Laufdisziplinen
| Athletin      | Disziplin | Vorlauf | Vorlauf | Halbfinale | Halbfinale | Finale             | Finale             |
| Athletin      | Disziplin | Zeit    | Platz   | Zeit       | Platz      | Zeit               | Platz              |
| ------------- | --------- | ------- | ------- | ---------- | ---------- | ------------------ | ------------------ |
| Lorène Bazolo | 60 m      | 7,49 s  | 25      | 7,51 s     | 16         | nicht qualifiziert | nicht qualifiziert |

#### Sprung/Wurf
| Athletin        | Disziplin  | Qualifikation | Qualifikation | Finale     | Finale |
| Athletin        | Disziplin  | Weite         | Platz         | Weite      | Platz  |
| --------------- | ---------- | ------------- | ------------- | ---------- | ------ |
| Susana Costa    | Dreisprung | 13,97 m PB    | 8             | 13,99 m PB | 7      |
| Patrícia Mamona | Dreisprung | 14,03 m       | 7             | 14,32 m SB | Silber |

#### Fünfkampf
| Athletin          | Disziplin | 60 m Hürden | Hochsprung | Kugelstoßen | Weitsprung | 800 m          | Punkte | Platz |
| ----------------- | --------- | ----------- | ---------- | ----------- | ---------- | -------------- | ------ | ----- |
| Lecabela Quaresma | Ergebnis  | 8,52 s SB   | 1,78 m PB  | 14,25 m     | 5,82 m     | 2:16,49 min PB | 4444   | 7     |
| Lecabela Quaresma | Punkte    | 1013        | 953        | 811         | 795        | 872            | 4444   | 7     |

### Männer

#### Laufdisziplinen
| Athlet        | Disziplin | Vorlauf     | Vorlauf | Halbfinale | Halbfinale | Finale             | Finale             |
| Athlet        | Disziplin | Zeit        | Platz   | Zeit       | Platz      | Zeit               | Platz              |
| ------------- | --------- | ----------- | ------- | ---------- | ---------- | ------------------ | ------------------ |
| Ancuiam Lopes | 60 m      | 6,74 s      | 12      | 6,71 s PB  | 9          | nicht qualifiziert | nicht qualifiziert |
| Emanuel Rolim | 1500 m    | 3:46,96 min | 8       | –––        | –––        | nicht qualifiziert | nicht qualifiziert |

#### Sprung/Wurf
| Athlet          | Disziplin   | Qualifikation | Qualifikation | Finale             | Finale             |
| Athlet          | Disziplin   | Weite         | Platz         | Weite              | Platz              |
| --------------- | ----------- | ------------- | ------------- | ------------------ | ------------------ |
| Marcos Chuva    | Weitsprung  | NM            | –             | nicht qualifiziert | nicht qualifiziert |
| Nelson Évora    | Dreisprung  | 16,79 m SB    | 5             | 17,20 m SB         | Gold               |
| Tsanko Arnaudov | Kugelstoßen | 20,52 m       | 5             | 21,08 m            | 4                  |
| Francisco Belo  | Kugelstoßen | 19,55 m       | 15            | nicht qualifiziert | nicht qualifiziert |